# La vittoria della fede
La vittoria della fede (Der Sieg des Glaubens) è un film di propaganda nazionalsocialista del 1933, diretto da Leni Riefenstahl. Questo documentario, il primo di propaganda nazista diretto dalla regista, documenta il quinto raduno di Norimberga del Partito Nazionalsocialista Tedesco dei Lavoratori, svoltosi dal 30 agosto al 3 settembre dello stesso anno.
Il film è stato ritenuto perduto per anni perché nel 1934 Hitler stesso ne aveva ordinato la distruzione, in quanto era presente la figura di Ernst Röhm, ucciso durante la notte dei lunghi coltelli, fino a quando negli anni '80 non venne ritrovata una copia della pellicola in Germania Est.

## Trama

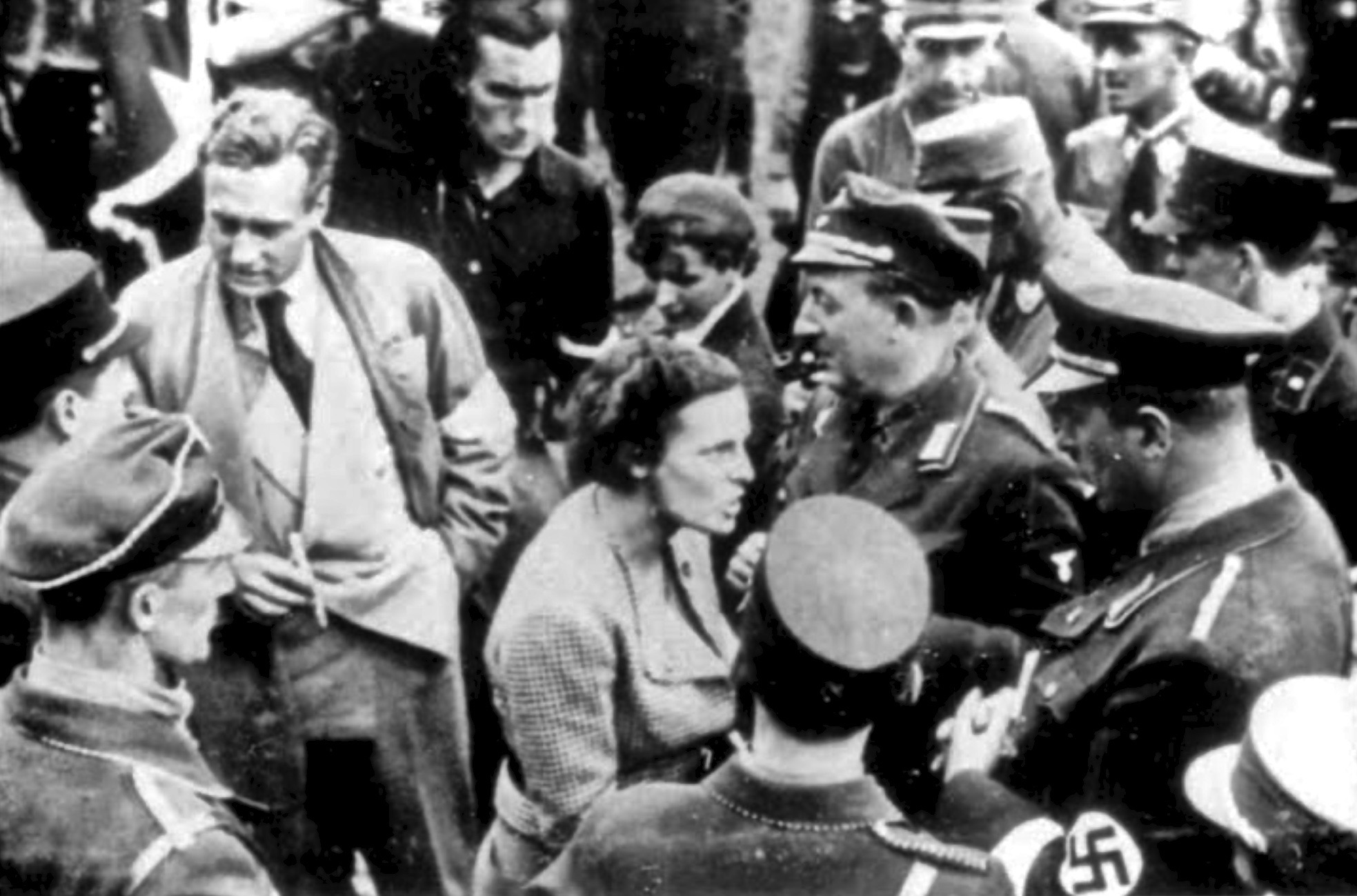
La regista Leni Riefenstahl al raduno di Norimberga durante le riprese del film.

Come nel cortometraggio del 1935 I giorni della libertà - Il nostro esercito (Tag der Freiheit: Unsere Wehrmacht) e nel celebre lungometraggio Il trionfo della volontà, entrambi diretti da Riefenstahl, La vittoria della fede documenta un raduno del partito nazista in ordine approssimativamente cronologico. Nella pellicola non vi è alcuna voce fuori campo.
Tra le attività documentate sono presenti l'incontro con dei diplomatici stranieri e altri politici e membri del partito, come Franz von Papen, alla stazione di Norimberga; l'arrivo di Adolf Hitler all'aeroporto e l'incontro con vari membri importanti del partito nazista, come Joseph Goebbels ed Hermann Göring; le parate delle camicie brune (Sturmabteilung o SA); il discorso di Hitler sulla presa del potere da parte del partito e il decimo anniversario del movimento nazionalsocialista tedesco.
Gli eventi sono narrati in ordine approssimativamente cronologico, a partire dall'arrivo di Hitler a Norimberga e il benvenuto datogli dal gauleiter Julius Streicher. Hitler viene poi mostrato insieme a Rudolf Hess ed Ernst Röhm, allora capo delle SA. Nella cerimonia di apertura è presente anche un discorso di Arturo Marpicati, vice segretario del Partito Nazionale Fascista, con tanto di congratulazioni da parte del dittatore Benito Mussolini. Più avanti è inoltre presente un cameo di Heinrich Himmler, che sarà presente nel film successivo della regista, Il trionfo della volontà. Il film si conclude con delle sequenze che mostrano una parata delle SA e delle SS.

## Conservazione
Dopo la Seconda guerra mondiale, si pensava che tutte le copie della pellicola, inclusa quella personale di Riefenstahl, fossero andate distrutte. Negli anni Ottanta, tuttavia, venne trovata una copia negli archivi cinematografici della Repubblica Democratica Tedesca. La copia personale di Leni Riefenstahl venne poi ritrovata in Regno Unito e in seguito venne rimasterizzata.